# Flor de Oro Airport
Flor de Oro Airport är en flygplats i Bolivia.   Den ligger i departementet Santa Cruz, i den nordöstra delen av landet, 800 km nordost om huvudstaden Sucre. Flor de Oro Airport ligger 171 meter över havet.
Terrängen runt Flor de Oro Airport är mycket platt. Trakten runt Flor de Oro Airport är nära nog obefolkad, med mindre än två invånare per kvadratkilometer.. Det finns inga samhällen i närheten.
I omgivningarna runt Flor de Oro Airport växer i huvudsak städsegrön lövskog.